# Unité urbaine de Voiron
L'unité urbaine de Voiron est une unité urbaine française centrée sur la ville de Voiron. Elle est composée de 15 communes situées en Isère dans les Alpes occidentales.

## Données générales
Selon l'INSEE, l'unité urbaine de Voiron est composée de 15 communes en 2020. Dans le zonage de 1999, elle était composée de 9 communes. De 2010 à 2020, les communes qui la composent étaient rattachées à l'unité urbaine de Grenoble.
En 2022, avec 64 218 habitants, elle représente la 2e unité urbaine du département de l'Isère et occupe le 15e rang dans la région Auvergne-Rhône-Alpes.
En 2022, sa densité de population s'élève à 446 hab/km2. Par sa superficie, elle représente 1,94 % du territoire départemental mais, par sa population, elle regroupe 4,97 % de la population du département de l'Isère.

## Composition 2020 de l'unité urbaine
L'unité urbaine de Voiron comprend les 15 communes suivantes :
| Nom                   | Code Insee | Département | Statut       | Superficie (km2) | Population (dernière pop. légale) | Densité (hab./km2) | Modifier                                    |
| --------------------- | ---------- | ----------- | ------------ | ---------------- | --------------------------------- | ------------------ | ------------------------------------------- |
| Voiron (ville-centre) | 38563      | Isère       | ville-centre | 21,90            | 21 604 (2022)                     | 986                | modifier les données · modifier les données |
| Beaucroissant         | 38030      | Isère       | banlieue     | 11,22            | 1 843 (2022)                      | 164                | modifier les données · modifier les données |
| La Buisse             | 38061      | Isère       | banlieue     | 11,53            | 3 499 (2022)                      | 303                | modifier les données · modifier les données |
| Charnècles            | 38084      | Isère       | banlieue     | 5,23             | 1 462 (2022)                      | 280                | modifier les données · modifier les données |
| Chirens               | 38105      | Isère       | banlieue     | 17,53            | 2 510 (2022)                      | 143                | modifier les données · modifier les données |
| Coublevie             | 38133      | Isère       | banlieue     | 7,05             | 5 409 (2022)                      | 767                | modifier les données · modifier les données |
| Moirans               | 38239      | Isère       | banlieue     | 20,06            | 7 573 (2022)                      | 378                | modifier les données · modifier les données |
| La Murette            | 38270      | Isère       | banlieue     | 4,22             | 1 838 (2022)                      | 436                | modifier les données · modifier les données |
| Réaumont              | 38331      | Isère       | banlieue     | 4,95             | 1 005 (2022)                      | 203                | modifier les données · modifier les données |
| Renage                | 38332      | Isère       | banlieue     | 5,06             | 3 361 (2022)                      | 664                | modifier les données · modifier les données |
| Rives                 | 38337      | Isère       | banlieue     | 10,93            | 6 599 (2022)                      | 604                | modifier les données · modifier les données |
| Saint-Blaise-du-Buis  | 38368      | Isère       | banlieue     | 5,44             | 1 064 (2022)                      | 196                | modifier les données · modifier les données |
| Saint-Cassien         | 38373      | Isère       | banlieue     | 5,67             | 1 156 (2022)                      | 204                | modifier les données · modifier les données |
| Saint-Jean-de-Moirans | 38400      | Isère       | banlieue     | 6,43             | 3 601 (2022)                      | 560                | modifier les données · modifier les données |
| Vourey                | 38566      | Isère       | banlieue     | 6,88             | 1 694 (2022)                      | 246                | modifier les données · modifier les données |

## Évolution démographique
| 1968   | 1975   | 1982   | 1990   | 1999   | 2006   | 2011   | 2016   | 2022   |
| ------ | ------ | ------ | ------ | ------ | ------ | ------ | ------ | ------ |
| 39 521 | 43 697 | 47 140 | 51 436 | 55 337 | 58 526 | 59 231 | 61 716 | 64 218 |